# سایمون کاکس (بازیکن فوتبال، زاده۱۹۸۴)
سایمون کاکس (انگلیسی: Simon Cox؛ زادهٔ ۲۴ مارس ۱۹۸۴) بازیکن فوتبال اهل بریتانیا است.
از باشگاه‌هایی که در آن بازی کرده‌است می‌توان به باشگاه فوتبال آکسفورد یونایتد اشاره کرد.
وی همچنین در تیم‌های ملی فوتبال Republic of Ireland under-16 national football team, Republic of Ireland under-18 national football team، و Republic of Ireland under-20 national football team بازی کرده‌است.